# مديرية القف

تعديل مصدري - تعديل

مديرية قف العوامر إحدى مديريات محافظة حضرموت في شرق اليمن وأكبرها مساحة. بلغ عدد سكانها 2145 نسمة عام 2004.
[[ملف:التقسيم الإداري لمحافظة حضرموت.jpg|تصغير|300 بك|يسار|موقع